# Юбилейна анкета на УЕФА
По случай 50 години от създаването на УЕФА (Съюзът на европейските футболни федерации) онлайн се организира анкета, в която футболните фенове гласуват за футболист №1 за изминалите 50 години.

## Призьори
```
1 
Зинедин Зидан
 (Франция) 123 582
2 
Франц Бекенбауер
 (ФРГ) 122 569
3 
Йохан Кройф
 (Холандия) 119 332
4 
Марко ван Бастен
 (Холандия) 117 987
5 
Дино Дзоф
 (Италия) 114 529
```

```
6 
Алфредо ди Стефано
 (Аржентина/Испания) 107 435
7 
Еузебио
 (Португалия) 103 937
8 
Лев Яшин
 (СССР) 101 862
9 
Мишел Платини
 (Франция) 99 380
10 
Паоло Малдини
 (Италия) 95 497
```

```
11 
Ференц Пушкаш
 (Унгария/Испания) 94 361
12 
Паоло Роси
 (Италия) 91 194
13 
Рууд Гулит
 (Холандия) 91 001
14 
Боби Чарлтън
 (Англия) 89 921
15 
Лотар Матеус
 (ФРГ) 86 798
```

```
16 
Карл-Хайнц Румениге
 (ФРГ) 86 649
17 
Франко Барези
 (Италия) 83 800
18 
Герд Мюлер
 (ФРГ) 82 668
19 
Джордж Бест
 (Северна Ирландия) 79 036
20 
Кевин Кийгън
 (Англия) 78 840
```

```
21 
Франк Рийкард
 (Холандия) 71 333
22 
Дейвид Бекъм
 (Англия) 71 299
23 
Боби Мур
 (Англия) 70 884
24 
Роберто Баджо
 (Италия) 68 239
25 
Михаел Лаудруп
 (Дания) 67 484
26 
Роналд Куман
 (Холандия) 66 661
27 
Петер Шмайхел
 (Дания) 66 463
28 
Георге Хаджи
 (Румъния) 62 383
29 
Сеп Майер
 (ФРГ) 62 375
30 
Оливер Кан
 (Германия) 58 151
31 
Луиш Фиго
 (Португалия) 58 078
```

```
32 
Раул
 (Испания) 56 880
33 
Берти Фогтс
 (ФРГ) 55 398
34 
Йохан Неескенс
 (Холандия) 54 796
35 
Джани Ривера
 (Италия) 53 874
36 
Хосе Антонио Камачо
 (Испания) 53 873
37 
Марко Тардели
 (Италия) 53 732
38 
Жюст Фонтен
 (Франция) 53 612
39 
Пийтър Шилтън
 (Англия) 50 841
40 
Бернд Шустер
 (ФРГ) 50 247

41 
Раймон Копа
 (Франция) 49 504
42 
Ерик Кантона
 (Франция) 48 436
43 
Стенли Матюс
 (Англия) 47 915
44 
Рууд ван Нистелрой
 (Холандия) 47 398
45 
Валентин Иванов
 (СССР) 46 022
46 
Гари Линекер
 (Англия) 44 787
47 
Алесандро Неста
 (Италия) 44 667
48 
Хосе Емилио Сантамария
 (Уругвай/Испания) 43 690
49 
Алесандро дел Пиеро
 (Италия) 43 227
50 
Алесандро Костакурта
 (Италия) 42 511
```

|  | Тази страница частично или изцяло представлява превод на страницата UEFA Golden Jubilee Poll в Уикипедия на английски. Оригиналният текст, както и този превод, са защитени от Лиценза „Криейтив Комънс – Признание – Споделяне на споделеното“, а за съдържание, създадено преди юни 2009 година – от Лиценза за свободна документация на ГНУ. Прегледайте историята на редакциите на оригиналната страница, както и на преводната страница, за да видите списъка на съавторите. ВАЖНО: Този шаблон се отнася единствено до авторските права върху съдържанието на статията. Добавянето му не отменя изискването да се посочват конкретни източници на твърденията, които да бъдат благонадеждни. |